# Strada statale 8 bis Via Ostiense
La ex strada statale 8 bis Via Ostiense (SS 8 bis), ora strada provinciale 8 bis Via Ostiense, è una strada provinciale italiana del Lazio.
È stata classificata come strada statale 8 (SS 8) fino al declassamento della Autostrada Roma-Lido avvenuto negli anni sessanta, che a sua volta ha assunto la denominazione di SS 8.